# هشام عودة
أحمد عبد الحميد عودة يعرف عمومًا بـهشام عودة (1956) شاعر وكاتب وصحفي فلسطيني. ولد في كفل حارس من منطقة نابلس. درس في كليّة الإدارة والاقتصاد في الجامعة المستنصرية في بغداد. عمل فيها محرّرًا في مجلة الثائر العربي الفلسطينية، وجريدة الثورة العراقية، ومذيعًا في إذاعة بغداد. عمل في الصحافة الفلسطينية والعراقية والأردنية من 1982 حتى 2015. وعاد إلى وطنه قي آذار/ مارس 2014 له دواوين شعرية عديدة ومؤلفات في التراجم الشعراء.

## سيرته
وُلد أحمد عبد الحميد عودة سنة 1956 في كفل حارس بمنطقة نابلس ونشأ بها. درس الثانوية العامة/ الفرع العلمي في كلية النجاح فيها سنة 1975، ثم ذهب إلى العراق وحصل على شهادة البكالوريوس في إدارة الأعمال من الجامعة المستنصرية سنة 1994.

اشتغل في العراق البعثي، وعمل في إذاعة جمهورية ببغداد من 1983 حتى 1997، وفي إذاعة فلسطين فيها، ثم في الأردن، عمل فيها محرراً ثقافياً في صحيفة العرب اليوم اليومية منذ 1989 حتى 1999، ثم مديراً للتحرير في صحيفة الوحدة الأسبوعية منذ 2001 حتى 2004 ، ثم انتقل للعمل في القسم الثقافي بصحيفة الدستور اليومية في 2008. عمل في الصحافة الفلسطينية والعراقية والأردنية من 1982 حتى 2015. وعاد إلى وطنه قي آذار/ مارس 2014 بعد ما يقرب من أربعين عاما من حياته في المهجر بدعوة من وزارة الثقافة الفلسطينية.

## مهنته الإدارية
هو عضو في رابطة الكتاب الأردنيين، وشغل عضوية هيئتها الإدارية لدورات عدّة، كما أنه عضو في المنظمة العربية لحقوق الإنسان، ونقابة الصحفيين العراقيين ونقابة الصحفيين الأردنيين، وعضو الهيئة الادارية للاتحاد العام لطلبة فلسطين فرع بغداد 1982، ورئيس الاتحاد العام لطلبة فلسطين فرع العراق لدورتين 1995-1997، وعضو الاتحاد العام للكتاب والصحفيين الفلسطينيين والمؤتمر العام للاتحاد صنعاء 1982 والجزائر 1987، وعضو الهيئة الادارية لرابطة الكتاب الأردنيين لاربع دورات تسلم في دورتين منها موقع امين سر الرابطة.

## جوائزه
- 1991: مُنح خمسة أنواط شجاعة، واستحقاقاً عالياً من صدام حسين، [2][3]
- 2016: اجائزة أفضل ديوان شعر التي تمنحها رابطة الكتاب الأردنيين عن مجموعته الشعرية ما قاله الراعي لصاحبه.[2]

## مؤلفاته
من دواوينه الشعرية
- حوارية الجميز والحجارة، 1989
- أمير مجدّو، 1993
- دفاعاً عن اللحظة الراهنة، 1994
- أسئلةُ الوقت، 2014
- رفيفُ الكلام، 2015
- أقتفي خطو ذاكرتي، 2015
- ما قاله الراعي لصاحبه، 2016

من كتبه في السيرة:
- بير الرصاص، سيرة ذاتية، 2009.
- علي السرطاوي.. سيرة شاعر، 2010.
- موسوعة الشخصيات الأردنية، (ج1)، 2009.
- أديب ناصر شاعر الموقف، 2013
- روحي الخماش سيرة وانجازات ، 2013
- علي السرطاوي سيرة شاعر، 2011

وكتبه في موضوعات أخرى:
- وهج الأسئلة.. أحمد المديني يتكلم، أو وهج الأسئلة : حوار مع أحمد المديني، حوار ثقافي، 2010
- الشمعة والدرويش.. حميد سعيد يتحدث، حوار ثقافي، 2011.
- الأمثال الشعبية الفلسطينية.. قراءة معاصرة، 2011.

وفي نوفمبر 2019 صدر المجلد الأول من أعماله الشعرية، في 500 صفحة، وعنوانه ديوان هشام عودة 1989-2019. و قا نضال برقان بجمع وتبويب كل ما كتب في الصحف العربية عن شاعرية هشام عودة واصدره في كتاب بعنوان مقاوم من أجل الحياة : هشام عودة شاعرا في 2017.